# Ortigosa de Cameros
Ortigosa de Cameros és un municipi de la Rioja, a la regió de la Rioja Mitjana, dins la subcomarca de Camero Nuevo. La seva activitat econòmica es basa, principalment, en la ramaderia, l'explotació forestal, la indústria maderera i el turisme rural. La seva patrona és la Verge del Carmen, la festa de la qual se celebra el 16 de juliol.

## Història
L'origen del seu nom prové del terme llatí "urtica", que significa ortiga. En el seu territori va haver assentaments prehistòrics, com ho demostren les coves explorades de "La Paz" i de "La Viña", situades en el massís del encinedo, a 1073 metres d'altitud. Segons la tradició, els veïns d'aquesta localitat van participar en la famosa batalla de Clavijo, coneguda perquè en ella va participar, segons la llegenda, l'apòstol Santiago Matamoros sobre un cavall blanc, unit a l'exèrcit de Ramir I d'Astúries contra les tropes musulmanes de Abd al Rahman II.
Va ser un dels tres pobles, al costat de Lumbreras i Villoslada de Cameros que el rei Enric II de Castella donó a Pedro Manrique de Lara per abandonar la causa del rei Pere I el Cruel i passar-se al seu bàndol. En 1482 els Comtes de Treviño reben de mans dels Reis Catòlics el títol de Ducs de Nájera, passant Ortigosa a dependre d'aquest ducat, fins que en 1781 es constituïx en vila realenga. Va tenir per llogaret a El Rasillo de Cameros fins que en 1817 Ferran VII la va declarar vila, i a Peñaloscintos, a 2 quilòmetres del nucli urbà, i que continua sota la seva dependència.
El 18 de setembre de 1932 es va col·locar la primera pedra del pantà González Lacasa, amb la presència del President de la República Niceto Alcalá Zamora i d'Indalecio Prieto, amb el que les millors terres cultivables van desaparèixer. De totes maneres, durant la postguerra es va observar una tendència creixent del Barri de l'Iregua a causa de la regulació de les aigües de l'embassament.